# Cardiology Journal
Cardiology Journal – dwumiesięcznik wydawany przez Wydawnictwo Via Medica, początkowo jako Folia Cardiologica. Redaktorami naczelnymi są prof. Juan Luis Gutierrez-Chico oraz prof. dr hab. Miłosz Jarosław Jaguszewski. 
W skład rady naukowej wchodzą samodzielni pracownicy naukowi z tytułem profesora lub doktora habilitowanego, kardiolodzy i kardiochirurdzy z całego świata. Artykuły ukazują się w języku angielskim.

## Stałe działy
- komentarze redakcyjne
- artykuły przeglądowe
- prace oryginalne
- przypadki medyczne
- obrazy w kardiologii
- historia kardiologii

## Indeksacja
- Science Citation Index Expanded (baza Thomson Reuters)
- Index Medicus/MEDLINE
- EMBASE
- Index Copernicus (IC)
- Polish Medical Bibliography (PBL)

Współczynniki cytowań:
- Impact Factor (2021): 3.487
- Index Copernicus (2020): 160,44[1]

Na liście czasopism punktowanych przez polskie Ministerstwo Nauki znajduje się w części A z dwudziestoma punktami.